# تیواسن (گیونگی)
تیواسن (به لاتین: Taehwasan) یک کوه در کره جنوبی است که در کره جنوبی واقع شده‌است. تیواسن ۶۴۱ متر بالاتر از سطح دریا واقع شده‌است.